# Ypthima tsaratananae
Ypthima tsaratananae är en fjärilsart som beskrevs av Renaud Maurice Adrien Paulian 1951. Ypthima tsaratananae ingår i släktet Ypthima och familjen praktfjärilar. Inga underarter finns listade i Catalogue of Life.